# Димитър Гулев
Димитър Ламбрев Гулев е български писател, известен с книгите си за деца и юноши.

## Биография
Роден е на 29 септември 1927 година в София, в семейство на бежанци от Костурско – баща му е от село Олища, а майка му – от село Черешница. Завършва гимназия в родния си град и политическа икономия в Софийския университет „Климент Охридски“ в 1950 година.
Работи във вестник „Септемврийче“ (1948 – 1955) и Българска кинематография (1959 – 1963). Заместник-директор е на издателство „Български писател“ (1963 – 1972) и заместник главен редактор на вестник „Литературен фронт“ от 1973 година.
Член е на Съюза на българските писатели.
Умира на 28 август 2015 година в София.

## Творчество
- „Връстници“ (разкази, 1956)
- „Лодкарева щерка“ (разкази, 1958)
- „След празника“ (повести, 1961)
- „Ветроход с три мачти“ (разкази за юноши, 1964)
- „Бели взривове“ (разкази, 1965)
- „Виза за два дни“ (роман, 1965)
- „Случка през лятото“ (повест, 1967)
- „Тихата долина“ (разкази, 1967)
- „Чудните нейни очи“ (новели, 1969)
- „Парола „Фокси“ (роман за деца, 1970; 1984)
- „Тайната команда“ (за деца, 1972)
- „Конници край могилите“ (1973, 1981)
- „Ти не си сам“ (за деца, 1974, 1982)
- „Здравей и сбогом, Дон Кихот“ (за юноши, 1978, 1982)
- „Голямата игра“ (за деца, 1979)
- „Тъмни олтари“ (1981)
- „Аз, Севаст Огнян“ (исторически роман, 1987)